# Павлешенци
Павлешенци (мкд. Павлешенци) су насеље у Северној Македонији, у средишњем делу државе. Павлешенци су село у саставу општине Свети Никола.

## Географија
Павлешенци су смештени у средишњем делу Северне Македоније. Од најближег града, Штипа, насеље је удаљено 40 km северозападно.
Насеље Павлешенци се налази у историјској области Овче поље. Село није смештено у самом пољу, већ северно од поља, на североисточним падинама Градиштанске планине. Надморска висина насеља је приближно 520 метара.
Месна клима је умерено континентална.

## Становништво
Павлешенци су према последњем попису из 2002. године имали 77 становника.
Већинско становништво су етнички Македонци (99%), а остало су махом Срби.
Претежна вероисповест месног становништва је православље.